# Alianza Política Popular
La Alianza Política Popular fue un partido político minoritario en Barbados. Participó en las Elecciones generales de Barbados de 1976, en las que solo recibió 572 votos (0,6%) y no obtuvo ningún escaño. No participó en elecciones posteriores.